# Orliaguet
Orliaguet är en kommun i departementet Dordogne i regionen Nouvelle-Aquitaine i sydvästra Frankrike. Kommunen ligger i kantonen Carlux som tillhör arrondissementet Sarlat-la-Canéda. År 2019 hade Orliaguet 109 invånare.

## Befolkningsutveckling
Antalet invånare i kommunen Orliaguet
Referens:INSEE